# 피에르 테라유 드 바야르

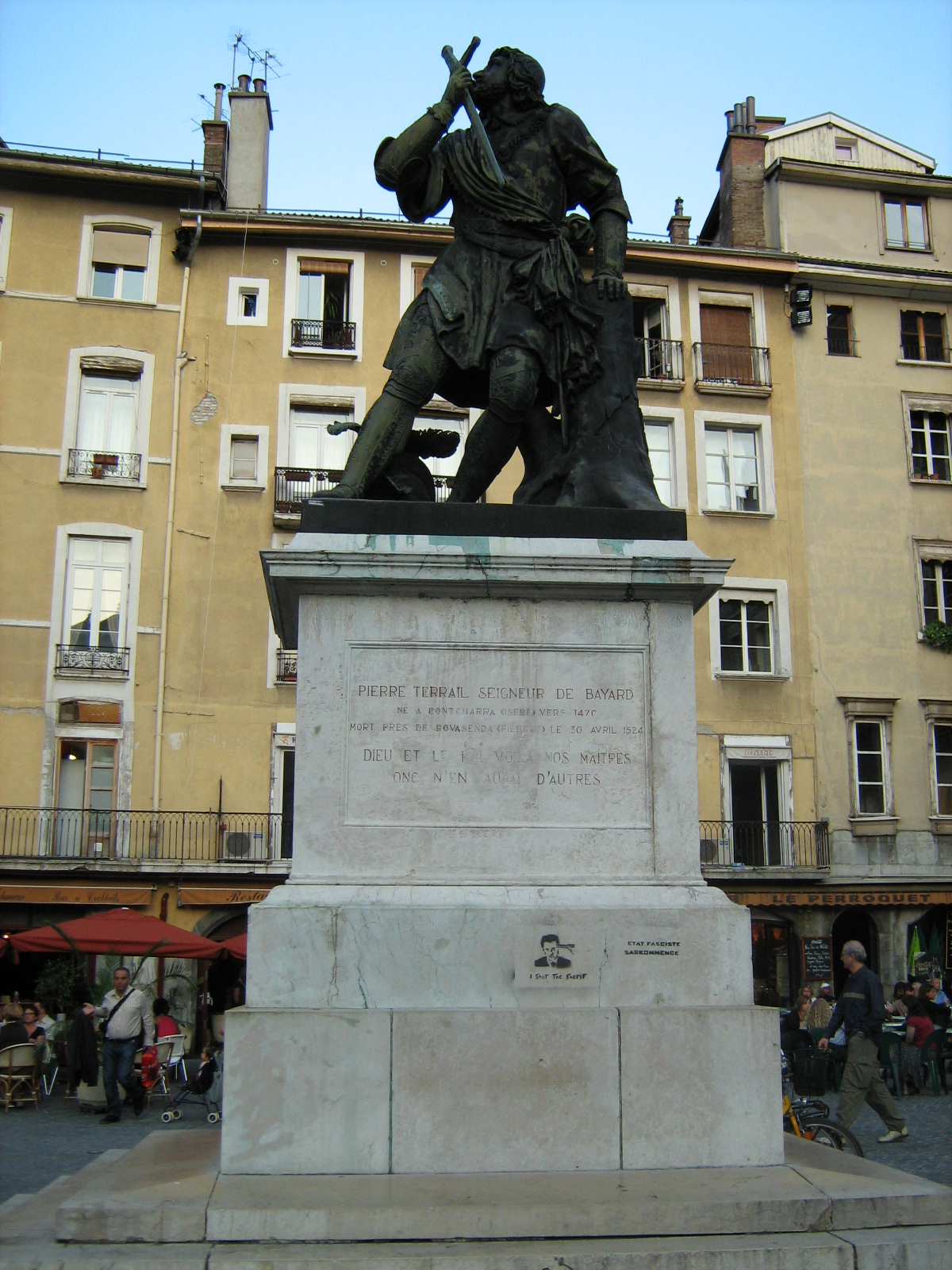
프랑스 그르노블에 있는 바야르의 동상

바야르 영주 피에르 테라유(Pierre Terrail, seigneur de Bayard ; 1473년 - 1524년 4월 30일)는 프랑스의 장군으로 일반적으로 바야르의 기사(Chevalier de Bayard)로 알려져 있다.
그의 죽음으로부터 수세기동안 바야르는 '두려움 없고 나무랄 데 없는 기사'(le chevalier sans peur et sans reproche)로 알려져 왔다. 그러나 당대에는 자신의 쾌활함과 친절함으로 주위사람들로부터 얻은 '호인기사(le bon chevalier)'라는 호칭을 더 선호하였다.

## 생애
거의 2세기 동안 주요 전투에서 사령관을 맡아온 귀족 가문의 후예로서 바야르는 도팽 지방의 바야르 성에서 태어났다. 그는 프랑스의 샤를 8세가 그를 rigry의 군주들의 고귀한 추종자중의 하나로 승진시킬때까지 수습기사로서 카를로 1세 디 사보이아를 섬겼다. 어릴때부터 그는 그의 외모와, 매력적인 예절, 창술로 유명했다. 1494년 그는 샤를 8세를 수호하여 이탈리아로 진입했고, 적의 깃발을 탈취한 포르노보 전투(1495년)에서 기사로 서임되었다. 얼마 지나지 않아서 적의 추격을 받고 밀라노에 입성했다가, 그는 포로로 잡혔으나 루도비코 스포르차에 의해 아무런 배상금 없이 해방되었다. 1502년에 카노사에서 부상당했다.
바야르는 13명의 프랑스 기사가 같은 숫자의 스페인 기사들과 싸운 유명한 싸움의 일원으로 참가했다. 그리고 그는 쉼없는 에너지와 용맹으로 이탈리아 전쟁의 기간중에서 두각을 나타내었다. 한때 그는 가릴리아노의 다리에서 200명의 스페인 병사들을 단독으로 막아내었다. 이 공훈에 감탄한 교황 율리우스 2세는 바야르를 교황청으로 끌어들이고자 하였으나 실패하였다. 1508년 바야르는 루이 7세에 의해 일어난 제노바 공성전에서 두각을 나타내었다. 1509년 왕은 그를 보병과 기병 군단의 사령관으로 임명하였다.
파도바 공성전에서 바야르는 그의 용기와 노련한 솜씨로 용명을 떨쳤다. 그는 계속해서 이탈리아 전쟁에 참가하면서 1512년 브레시아 공성전에 참가했다. 그전에 앞서 그는 상처를 치유하고 서둘러 느무르 공작 가스통 드 푸아와 만나 라벤나 전투(1512년)에 참가했다.
1513년 잉글랜드의 헨리 8세는 스퍼스 전투(긴가트, 바야르의 아버지는 1479년의 전투에서 일생동안 치유하지 못할 상처를 입었다.)에서 프랑스군을 궤주시켰다. 바야르는 궤주한 자신의 군단을 재편하려 노력하다가 자신의 퇴로가 막힌것을 알아차렸다. 포위되기는 싫었기에, 그는 갑자기 비무장상태로 쉬고있는 잉글랜드군 장교에게 말을 달려가 그를 벌판으로 불렀다. 기사는 바야르의 제안에 따랐다. 바야르는 그에게 자신을 포로로 내주었다. 바야르는 잉글랜드군의 막사로 인도되었다. 그러나 바야르는 자신의 씩씩함으로 마치 그가 예전에 루드비코 스포르차를 감동시킨 것처럼 헨리 8세를 감동시켰고 왕은 바야르를 아무 배상금 없이 석방하였다. 그에게 가해진 가혹한 일이라고는 단지 6주간의 구금뿐이었다.
1515년 프랑수아 1세의 즉위때 바야르는 도팽(왕세자)의 부사령관을 임명한 후 후에 마리냐노 전투에서 승리를 거두었고, 이때 바야르는 그의 용맹으로 칭찬받았다. 바야르는 그의 어린 주군을 기사서임하는 명예를 얻었다. 프랑수아 1세와 신성로마제국의 황제이자 스페인의 왕 카를 5세 (스페인의 왕으로서는 카를로스 1세)와의 전투가 발발했을 때 바야르는 단 1,000명의 병력으로 방어할 수 없다고 여겨지던 메지에르에서 3만 5,000명의 제국군을 상대로 6주 동안 방어전을 지휘하여 황제군의 포위를 무산시켰다. 이 완강한 저항은 프랑수아 1세가 황제군의 공격에 효과적으로 저항하지 못하던 와중에 중부 프랑스를 제국의 침략으로부터 지켜냈다.
전 프랑스가 바야르의 이같은 승리를 경축했다. 프랑수아는 침략자에게 격파된 자신의 군대를 끌어모을 시간을 얻었고 (1521년), 의회는 바야르를 국가의 수호자로 감사를 바쳤다. 왕은 생 미셸 기사단의 일원으로 임명함과 동시에 그의 이름을 딴 100명의 장다름 부대의 사령관으로 임명했다. 이같은 명예는 왕의 후계자의 대에도 인정되었다. 제노바의 반란을 진압한 후에 도팽지방의 악성 전염병을 막는 데 노력을 다하였던 바야르는 기욤 가피에르 장군과 함께 이탈리아로 보내졌다.
기욤은 레베코에게 패한 후 퇴각 중에 상처를 입었고, 바야르에게 군대를 지휘하여 구원해줄 것을 간청했다. 바야르는 최초의 추격자들을 격퇴하였다. 그러나 후방을 지키던 중 1524년 4월 30일에 적군의 총탄에 치명적인 부상을 입었고, 스페인의 장군 페스카라와 그의 동료 샤를 드 부르봉에 의해 적진의 한가운데서 전사하고 말았다. 오만에 따르면, 사실이 아니라고 밝혀진 바야르의 유언은 다음과 같다.
| “ | 나를 가엽게 여기지 말게. 나는 명예롭게 죽고 이제서야 내 의무에서 해방되는 것이라네. 자네들이 참으로 불쌍하게 여겨야할 이들은 그들의 왕, 그들의 나라, 그들의 맹세에 저항하여 싸우는 이들일세 | ” |

바야르의 시신은 그의 친구들에 의해 수습되어 그르노블에 매장되었다.
장군으로서 바야르는 기사의 상징이자 그 시대의 가장 숙련된 장군으로 여겨진다. 바야르는 엄격히 그리고 꼼꼼히 신중한 정찰대와 훌륭한 간첩망을 이용해서 손에 넣은 적의 움직임에 대한 정보를 분석하는 것으로 유명했다. 용병들의 사이에서 바야르는 돈에 대한 무관심으로 유명했고, 그의 동료들과 후계자들에게 바야르는 낭만적 기사도와 동정심, 관대함의 상징이었으며, 무서움을 모르며 흠결이 없는 기사(le chevalier sans peur et sans reproche)였다. 그의 쾌활함과 친절함은 그로 하여금 동료들로부터 경애의 뜻으로 좀 더 자주 불린 호칭인 호인기사(le bon chevalier)의 칭호를 얻게 하였다.